# Jij & ik (Bokoesam)
Jij & ik is een lied van de Nederlandse rapper Bokoesam in samenwerking met de Nederlandse rapper Idaly. Het werd in 2016 als single uitgebracht en stond in hetzelfde jaar als zevende track op het album Een beetje voor jezelf van Bokoesam.

## Achtergrond
Jij & ik is geschreven door Tevin Irvin Plaate, Garrincha van Leeuwaarde, Idaly Faal en Samuel Sekyere en geproduceerd door Spanker en Garrincha. Het is een nummer uit het genre nederhop. In het lied rappen de artiesten over een beëindigde relatie en over hoe ze het toch nog een keer met de ander willen proberen, maar de liedverteller vraagt wel aan zijn geliefde of zij hem wil vertrouwen. De bijbehorende videoclip is opgenomen in Suriname. De single heeft in Nederland de platina status.
Het is niet de eerste keer dat de twee artiesten beiden op een hitnummer te horen waren. Dit was eerder al het geval op No go zone en Hoog / laag.

## Hitnoteringen
De artiesten hadden succes met het lied in de hitlijsten van Nederland. Het piekte op de 49e plaats van de Nederlandse Single Top 100 en stond tien weken in deze hitlijst. De Nederlandse Top 40 werd niet bereikt; het kwam hier tot de eerste plaats van de Tipparade.